# Södermanlands runinskrifter 122
Runinskrift Sö 122 är en runsten som står på en mindre höjd i anslutning Skresta gravfält i Helgona socken, strax utanför Nyköping i Södermanland. Skresta gravfält med cirka femtio fornlämningar ligger på östra sidan om väg 222 och mellan gårdarna Kristineholm och Bönsta. 

## Stenen
Stenens material består av rödgrå gnejs och den är 215 cm hög, 120 cm bred vid basen och mellan 23 och 48 cm tjock. Runornas höjd är sex till 13 cm. Ristningen är vänd mot ostnordost och imålad med röd färg. Strax intill står ytterligare en runsten, Sö 123, samt en oristad bautasten. Samtliga tre stenar som nu står på rad utmed vägen har blivit ditflyttade i senare tid. Båda runstenarna har 1870 stått på Skrestas gärde. Den från runor translittererade och översatta inskriften följer nedan:

## Inskriften
Translitterering av runraden:
: stain : stanr : it : histain : raisþi stalfʀ : faþiʀ : at : sun tauþan oskutr : kiarþi : tre
Normalisering till runsvenska:
Stæinn standr at Hastæin. ʀæisþi sialfʀ faðiʀ at sun dauðan. Asgautr gærði tre.
Översättning till nusvenska:
Stenen står efter Håsten. Reste den fadern själv efter sin döde son. Åsgot gjorde träväg.
I stadsdelen Hagalund i Nyköping, någon kilometer från runstenarna, har två gator fått namnen Håstens väg och Åsgöts väg.
En del av inskriften är i versform:
Stæinn standr
at Hastæin. ʀæisþi
sialfʀ faðiʀ
at sun dauðan.